# FK Vilnius
Futbolo klubas Vilnius är en fotbollsklubb från staden Vilnius i Litauen som grundades 2019.
Klubben spelar i Pirma lyga – den litauiska fotbollens andra nivå.

## Placering tidigare säsonger
Sammanslagna laget med Baltijos Futbolo Akademija; licensierad av BFA.
| Säsong | Nivå | Liga       | Placering | Referens | Notering         |
| ------ | ---- | ---------- | --------- | -------- | ---------------- |
| 2019   | 2    | Pirma lyga | 11        | [ 3 ]    | FK Vilnius – BFA |

## Tränare
- Igoris Morinas (2019)